# Прва лига Бугарске у фудбалу
Прва лига Бугарске (буг. Първа професионална футболна лига) је професионална фудбалска лига у Бугарској највишег ранга. У лиги се такмичи 14 клубова, а лигом управљају БПФЛ и Фудбалски савез Бугарске.
Првенство Бугарске се игра од 1924, али се од настанка такмичења до 1947. играло само у куп систему, а од 1948. у лигашком систему, па се 1948. сматра као званична година оснивања лиге, иако се рачунају и резултати из претходних сезона.
У јануару 2010. године америчка амбасада је послала депешу у којој се оцењује да већину фудбалских клубова у Бугарској директно или индиректно контролишу криминалци. Под утицајем криминалаца су и најпознатији клубови, као што су Левски Софија, ЦСКА Софија, Литекс Ловеч, Славија Софија, Черно Море Варна, Локомотива Пловдив и Локомотива Софија

## Клубови у сезони 2020/21
- Арда Крџали
- Берое Стара Загора
- Ботев Пловдив
- Ботев Враца
- Черно Море Варна
- ЦСКА Софија
- ЦСКА 1948 Софија
- Етар Велико Трново
- Левски Софија
- Локомотива Пловдив
- Лудогорец Разград
- Монтана
- Славија Софија
- Царско Село Софија

## Шампиони
| - 1925 — Владислав Варна - 1926 — Владислав Варна - 1928 — Славија Софија - 1929 — Ботев Пловдив - 1930 — Славија Софија - 1931 — АС 23 Софија - 1932 — Шипченски сокол - 1933 — Левски Софија - 1934 — Владислав Варна - 1935 — Спортклуб Софија - 1936 — Славија Софија - 1937 — Левски Софија - 1937/38 — Тича Варна - 1938/39 — Славија Софија - 1939/40 — ЖСК Софија - 1941 — Славија Софија - 1942 — Левски Софија - 1943 — Славија Софија - 1945 — Локомотива Софија - 1946 — Левски Софија - 1947 — Левски Софија - 1948 — Септември при ЦДВ - 1948/49 — Левски Софија - 1950 — Левски Софија - 1951 — ЦСКА Софија - 1952 — ЦСКА Софија - 1953 — Левски Софија - 1954 — ЦСКА Софија - 1955 — ЦСКА Софија - 1956 — ЦСКА Софија - 1957 — ЦСКА Софија - 1958 — ЦСКА Софија - 1958/59 — ЦСКА Софија | - 1959/60 — ЦСКА Софија - 1960/61 — ЦСКА Софија - 1961/62 — ЦСКА Софија - 1962/63 — Спартак Пловдив - 1963/64 — Локомотива Софија - 1964/65 — Левски Софија - 1965/66 — ЦСКА Софија - 1966/67 — Ботев Пловдив - 1967/68 — Левски Софија - 1968/69 — ЦСКА Софија - 1969/70 — Левски Софија - 1970/71 — ЦСКА Софија - 1971/72 — ЦСКА Софија - 1972/73 — ЦСКА Софија - 1973/74 — Левски Софија - 1974/75 — ЦСКА Софија - 1975/76 — ЦСКА Софија - 1976/77 — Левски Софија - 1977/78 — Локомотива Софија - 1978/79 — Левски Софија - 1979/80 — ЦСКА Софија - 1980/81 — ЦСКА Софија - 1981/82 — ЦСКА Софија - 1982/83 — ЦСКА Софија - 1983/84 — Левски Софија - 1984/85 — Левски Софија - 1985/86 — Берое Стара Загора - 1986/87 — ЦСКА Софија - 1987/88 — Левски Софија - 1988/89 — ЦСКА Софија - 1989/90 — ЦСКА Софија - 1990/91 — Етар Велико Трново - 1991/92 — ЦСКА Софија | - 1992/93 — Левски Софија - 1993/94 — Левски Софија - 1994/95 — Левски Софија - 1995/96 — Славија Софија - 1996/97 — ЦСКА Софија - 1997/98 — Литекс Ловеч - 1998/99 — Литекс Ловеч - 1999/00 — Левски Софија - 2000/01 — Левски Софија - 2001/02 — Левски Софија - 2002/03 — ЦСКА Софија - 2003/04 — Локомотива Пловдив - 2004/05 — ЦСКА Софија - 2005/06 — Левски Софија - 2006/07 — Левски Софија - 2007/08 — ЦСКА Софија - 2008/09 — Левски Софија - 2009/10 — Литекс Ловеч - 2010/11 — Литекс Ловеч - 2011/12 — Лудогорец Разград - 2012/13 — Лудогорец Разград - 2013/14 — Лудогорец Разград - 2014/15 — Лудогорец Разград - 2015/16 — Лудогорец Разград - 2016/17 — Лудогорец Разград - 2017/18 — Лудогорец Разград - 2018/19 — Лудогорец Разград - 2019/20 — Лудогорец Разград - 2020/21 — Лудогорец Разград - 2021/22 — Лудогорец Разград - 2022/23 — Лудогорец Разград - 2023/24 — Лудогорец Разград |

Првенство није било завршено 1924. и 1944; првенство није било одржано 1927.

### Успешност клубова
Подебљани тимови играју у сезони 2020/21. Прве лиге Бугарске. Тимови у курзиву више не постоје.
| Клуб               | Првак | Вицепрвак | Године |
| ------------------ | ----- | --------- | --- |
| ЦСКА Софија        | 31    | 28        | 1948, 1951, 1952, 1954, 1955, 1956, 1957, 1958, 1958/59, 1959/60, 1960/61, 1961.62, 1965/66, 1968/69, 1970/71, 1971/72, 1972/73, 1974/75, 1975/76, 1979/80, 1980/81, 1981/82, 1982/83, 1986/87, 1988/89, 1989/90, 1991/92, 1996/97, 2002/03, 2004/05, 2007/08 |
| Левски Софија      | 26    | 32        | 1933, 1937, 1942, 1946, 1947, 1948/49, 1950, 1953, 1964/65, 1967/68, 1969/70, 1973/74, 1976/77, 1978/79, 1983/84, 1984/85, 1987/88, 1992/93, 1993/94, 1994/95, 1999/00, 2000/01, 2001/02, 2005/06, 2006/07, 2008/09                                           |
| Лудогорец Разград  | 13    | 0         | 2011/12, 2012/13, 2013/14, 2014/15, 2015/16, 2016/17, 2018/19, 2018/19, 2019/20, 2020/21, 2021/22, 2022/23, 2023/24 |
| Славија Софија     | 7     | 10        | 1928, 1930, 1936, 1938/39, 1941, 1943, 1995/96 |
| Локомотива Софија  | 4     | 6         | 1939/40, 1945, 1963/64, 1977/78 |
| Литекс Ловеч       | 4     | 1         | 1997/98, 1998/99, 2009/10, 2010/11 |
| Владислав Варна    | 3     | 4         | 1925, 1926, 1934 |
| Ботев Пловдив      | 2     | 2         | 1929, 1966/67 |
| Тича Варна         | 1     | 2         | 1937/38 |
| АС 23 Софија       | 1     | 0         | 1931 |
| Спартак Варна      | 1     | 1         | 1932 |
| Спортклуб Софија   | 1     | 0         | 1935 |
| Спартак Пловдив    | 1     | 1         | 1962/63 |
| Берое Стара Загора | 1     | 1         | 1985/86 |
| Етар Велико Трново | 1     | 0         | 1990/91 |
| Локомотива Пловдив | 1     | 1         | 2003/04 |

### По градовима
| Град          | Титула | Клубови                                                                       |
| ------------- | ------ | ----------------------------------------------------------------------------- |
| Софија        | 70     | ЦСКА (31), Левски (26), Славија (7), Локомотива (4), АС 23 (1), Спортклуб (1) |
| Разград       | 13     | Лудогорец Разград (13)                                                        |
| Варна         | 5      | Черно Море (4), Спартак (1)                                                   |
| Пловдив       | 4      | Ботев (2), Локомотива (1), Спартак (1)                                        |
| Ловеч         | 3      | Литекс (3)                                                                    |
| Стара Загора  | 1      | Берое (1)                                                                     |
| Велико Трново | 1      | Етар                                                                          |

## Вечна табела лиге 1924-2011
| Поз. | Клуб               | Бр. сезона | Од.  | П    | Н   | И   | ГД   | ГП   | Бод. | 1. место | 2. место | 3. место |
| ---- | ------------------ | ---------- | ---- | ---- | --- | --- | ---- | ---- | ---- | -------- | -------- | -------- |
| 1    | Левски Софија      | 73         | 1737 | 1020 | 412 | 305 | 3416 | 1605 | 2452 | 26       | 28       | 7        |
| 2    | ЦСКА Софија        | 63         | 1682 | 1017 | 377 | 288 | 3577 | 1565 | 2411 | 31       | 20       | 4        |
| 3    | Славија Софија     | 72         | 1732 | 778  | 416 | 538 | 2737 | 2011 | 1972 | 7        | 10       | 13       |
| 4    | Локомотива Софија  | 62         | 1604 | 666  | 409 | 529 | 2323 | 1946 | 1738 | 4        | 6        | 9        |
| 5    | Ботев Пловдив      | 64         | 1531 | 604  | 360 | 567 | 2287 | 2110 | 1568 | 2        | 2        | 12       |
| 6    | Локомотива Пловдив | 59         | 1398 | 537  | 333 | 527 | 1918 | 1925 | 1407 | 1        | 1        | 5        |
| 7    | Черно Море Варна   | 60         | 1294 | 444  | 338 | 512 | 1583 | 1724 | 1226 | 4        | 6        | 3        |
| 8    | Берое Стара Загора | 43         | 1148 | 373  | 262 | 513 | 1428 | 1789 | 1008 | 1        | –        | 1        |
| 9    | Спартак Варна      | 49         | 1143 | 375  | 252 | 516 | 1384 | 1738 | 1002 | 1        | 1        | 3        |
| 10   | Спартак Плевен     | 51         | 1053 | 323  | 255 | 475 | 1211 | 1650 | 901  | –        | –        | 1        |
| 11   | Миниор Перник      | 36         | 910  | 287  | 211 | 412 | 1028 | 1402 | 785  | –        | –        | –        |
| 12   | Черноморец Бургас  | 43         | 924  | 287  | 198 | 439 | 1131 | 1563 | 772  | –        | –        | –        |
| 13   | Ботев Враца        | 38         | 822  | 281  | 173 | 368 | 1050 | 1267 | 735  | –        | –        | 1        |
| 14   | Етар Велико Трново | 27         | 730  | 265  | 161 | 304 | 959  | 1060 | 691  | 1        | –        | –        |
| 15   | Дунав Русе         | 42         | 784  | 250  | 190 | 344 | 862  | 1193 | 690  | –        | 1        | –        |
| 16   | Марек Дупница      | 37         | 768  | 240  | 164 | 364 | 896  | 1239 | 644  | –        | –        | 1        |
| 17   | Пирин Благоевград  | 24         | 690  | 220  | 167 | 303 | 744  | 940  | 607  | –        | –        | –        |
| 18   | Сливен 2000        | 23         | 661  | 225  | 144 | 292 | 823  | 980  | 594  | –        | –        | –        |
| 19   | Спартак Софија     | 21         | 443  | 161  | 142 | 140 | 566  | 514  | 464  | –        | 2        | 1        |
| 20   | Академик Софија    | 17         | 485  | 158  | 131 | 186 | 573  | 625  | 447  | –        | –        | 2        |
| 21   | Спартак Пловдив    | 18         | 445  | 160  | 121 | 164 | 568  | 592  | 441  | 1        | 1        | –        |
| 22   | Литекс Ловеч       | 12         | 326  | 185  | 65  | 76  | 594  | 319  | 435  | 3        | 1        | –        |
| 23   | Нефтохимик Бургас  | 12         | 356  | 154  | 72  | 130 | 534  | 420  | 380  | –        | 1        | –        |
| 24   | Добруджа Добрич    | 17         | 419  | 128  | 82  | 209 | 457  | 695  | 338  | –        | –        | –        |